# Oldenlandia hygrophila
Oldenlandia hygrophila är en måreväxtart som beskrevs av Cornelis Eliza Bertus Bremekamp. Oldenlandia hygrophila ingår i släktet Oldenlandia och familjen måreväxter. Inga underarter finns listade i Catalogue of Life.